# Aserradero de la Suerte
El Aserradero de la Suerte es un elemento de la serie de libros infantiles Una serie de catastróficas desdichas, de Daniel Handler, bajo el seudónimo de Lemony Snicket.
Localizado en Paltryville, el aserradero es el lugar en el que la mayoría de la acción estuvo presente en El aserradero lúgubre.
Se encuentra rodeado por una larga pared de madera con una puerta que tiene el nombre: "El Aserradero de la Suerte" hecho de chicles. Snicket afirmó que este era el segundo letrero más desagradable del mundo, después del letrero que tiene la palabra 'CUIDADO' hecho de cadáveres de monos. En la fábrica están los dormitorios, el aserradero, un almacén y el edificio en donde el Señor y Charles trabajan y viven.   
Los trabajadores del aserradero no son tratados muy bien. Son forzados a vivir en una habitación sin ventanas (con ventanas dibujadas en las paredes) en incómodas literas. Su única comida son chicles como almuerzo (y sólo les dan 5 minutos para comer), y asquerosos guisantes para la cena. A todos los trabajadores se les paga en cupones. Sin embargo, tal vez esto cambió porque casi al final del libro Phil lee en la Constitución de Paltryville que era ilegal pagarle a los trabajadores con cupones. Pero nunca se supo si les pagaron con dinero. En el decimotercer libro, se mencionó un lugar llamado  "Lucky Smells Melon Farm" (La granja de melones de la suerte). Posiblemente alguna vez el Aserradero llegó a ser una granja de melones.   
Existe una biblioteca dentro de la fábrica, pero solo contiene tres libros: 
1. La historia de El aserradero de la suerte (donado por el Señor)
2. La Constitución de Paltryville  (donado por el alcalde)
3. Ciencia ocular avanzada  (donado por Dra. Orwell).

## Empleados presentes/jubilados
- Señor - 1r Dueño
- Phil - Empleado (renunció)
- Capataz Firstein - Capataz (jubilado, lo más probable es que fuera asesinado por el Conde Olaf para así ser remplazado por uno de sus socios).
- El hombre calvo con nariz larga A.K.A. Capataz Flacutono- Capataz (renunció)
- Violet Baudelaire - Empleada (despedida)
- Klaus Baudelaire - Empleado (despedido)
- Sunny Baudelaire - Empleada (despedida)
- Charles - Segundo propietario

- Datos: Q3954258